# Lieux de Dragon Ball
 (décembre 2024).
Cet article présente les villes de Dragon Ball Z
- Haut – A
- B
- C
- D
- E
- F
- G
- H
- I
- J
- K
- L
- M
- N
- O
- P
- Q
- R
- S
- T
- U
- V
- W
- X
- Y
- Z

## C

### Capsule Corporation

Logo de la Capsule Corp.

La Capsule Corporation (カプセルコーポレーション, Kapuseru Kōporēshon), abrégé en Capsule Corp., est un grand bâtiment en forme de dôme où vivent Bulma ainsi que ses parents. Le docteur Brief y possède un laboratoire. Le rez-de-chaussée est un grand jardin où vivent de nombreux animaux.

### Chemin du serpent
Le chemin du serpent (蛇の道, Hebi no michi) est le seul chemin qui permet d’accéder à la planète de maître Kaio en partant du palais du roi Enma. Le début du chemin ressemble à une tête de serpent et la fin du chemin se termine par la queue. Sa longueur totale est d’environ un million de kilomètres. Celui qui emprunte ce chemin et tombe par la suite arrive directement en Enfer. Au milieu du chemin se trouve le château d’une princesse qui essayera de séduire Son Goku. Avant Son Goku, la seule personne ayant emprunté ce chemin et ayant atteint la fin est le roi Enma.

## F

### Mont Fry Pan
Le mont Fry Pan (フライパン山, Furaipan yama) est une montagne au sommet de laquelle se trouve le château de Gyumao et sa fille Chichi où ils vivent. Mais le mont est ravagé par un gigantesque incendie qui empêche Gyumao et sa fille de retourner chez eux. Lorsque Gyumao rencontre pour la première fois Son Goku, il lui demande de rapporter l'éventail magique en possession de Kamé Sennin qui lui permettra d'éteindre le feu. Ayant été perdu par Kamé Sennin, celui-ci décide de venir sur place et d'éteindre le feu grâce au Kamé Hamé Ha. Seulement, l'attaque ayant été trop puissante, le feu a été éteint mais le château et le mont Fry Pan ont également été détruit par la même occasion.

## G

### Ginger Town
Ginger Town (ジンジャータウン, Jinjā Taun) est une ville située dans la banlieue de la capitale de l’Ouest. Elle se fait attaquer par Cell qui absorbe tous les habitants pour augmenter son énergie. Une fois tous les habitants tués, Piccolo l’affrontera.

## J

### Village Jingle
Le village Jingle (ジングル村, Jinguru Mura) est l’endroit où se rend Son Goku vers la Muscle Tower gardée par le commandant White. C’est un village situé dans des plaines neigeuses et également le premier endroit à très faible température pour Son Goku. Il y découvre la neige qu’il n’avait jamais vue auparavant. Il y fera la rencontre de Suno et de C-8.

## K

### Kamé House

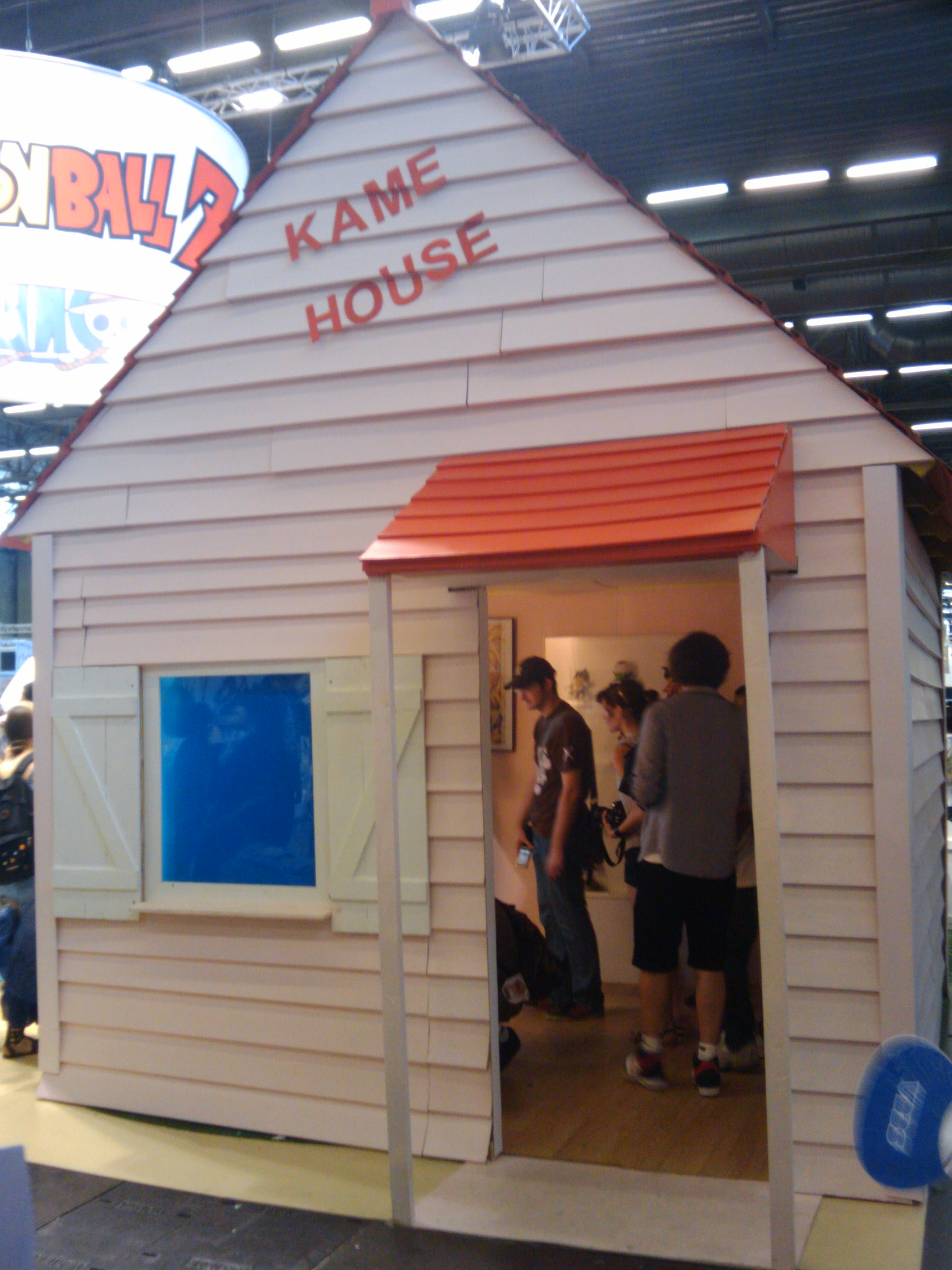
Représentation de Kamé House exposée à la Japan Expo 2010

Kamé House (カメハウス, Kame Hausu), Kamé signifiant Tortue en japonais et House signifiant Maison en anglais soit la maison de la tortue, est la maison dans laquelle vit continuellement Kamé Sennin. Elle est située sur une minuscule île perdue en plein océan mais est alimentée en eau courante et électricité.

### Tour Karin
La tour Karin (カリン塔, Karin-tō) est le lieu de résidence de maître Karin. Il se situe à mi-chemin entre le sol de la Terre et le palais du Tout-Puissant. C’est une grande pièce circulaire sur deux niveaux. Le premier niveau lui sert de pièce personnelle quant au second niveau, celui-ci est constitué d’une fontaine qui contient une jarre dans laquelle il y a la Choseisui. Celui qui souhaite accéder à la tour doit grimper le pilier depuis le sol jusqu’à la tour à mains nues. Se trouvant à haute altitude, l’air y est plus rare et l’on s’y essouffle plus vite. Le toit de la tour possède un emplacement spécial prévu pour planter Nyoï Bo qui, une fois allongé, permet d’accéder au palais du Tout-Puissant. C’est également ici que maître Karin cultive les Senzus.

## M

### Muscle Tower
La Muscle Tower (マッスルタワー, Massuru Tawā, Muscle Tower), également connu sous le nom de tour du Muscle dans les versions antérieures du manga, est une tour située dans le nord dans un environnement neigeux supervisée par le Commandant White. Elle est fortement gardée par des hommes armés à l'extérieur comme à l'intérieur. Elle est composée de sept étages (dont un caché, celui où vit Boing), chaque étage étant surveillé par un gardien.
Son Goku, qui est venu pour libérer le maire, est entré directement au premier étage.
Gardiens de la tour
- 6e étage : commandant White
- 5e étage : Boing
- 4e étage : C-8
- 3e étage : sergent Murasaki
- 2e étage : sergent Metallic
- 1er étage : Sous-officiers
- Rez-de-chaussée : Soldats

## O

### Lycée Orange Star
Le lycée Orange Star (Orenji Stā Haisukūru, Orange Star High School) est l’établissement dans lequel est admis Son Gohan sept ans après sa victoire sur Cell. C’est là qu’il rencontrera pour la première fois Erasa et Shapner et pour la deuxième fois Videl (rencontrée précédemment dans la rue sur les lieux d’un braquage de banque). Les lycéens portent un badge rond blanc et vert avec une étoile orange dans laquelle il y a la lettre H. Son Gohan s’y rend tous les jours avec l’aide de Kinto-un malgré la distance de 1 000 km qui sépare le lycée du domicile familial.

## P

### Palais de Baba la voyante
Le palais de Baba la voyante (占いババ宮殿, Uranai Baba kyūden) est l’endroit où Baba la voyante propose ses consultations contre une somme d’argent faramineuse. Dans le cas où le client ne peut pas payer, il a la possibilité de combattre cinq combattants de Baba sur l’arène situé après le premier bâtiment en plein air. Dans le troisième bâtiment se trouvent les toilettes des démons.

### Mont Paozu
Le mont Paozu (パオズ山, Paozu yama) est la montagne dans laquelle vit Son Goku et son grand-père Son Gohan.

### Île Papaye
L’île Papaye (パパイヤ島, Papaiya shima) est l’endroit où se déroule le 22e Tenkaichi Budokai.

### Village Pingouin
Le village Pingouin (ペンギン村, Pengin-mura) est l’endroit où vivent les personnages du manga Dr Slump. Son Goku y arrive après avoir poursuivi le commandant Blue. Il y fait la rencontre de Aralé et du Dr Norimaki Senbei et d’autres personnages.

## S

### Salle de l’Esprit et du Temps
La salle de l’Esprit et du Temps (Seishin to toki no heya) est une salle située dans le sanctuaire du Tout-Puissant, dans laquelle une année correspond à un jour sur Terre (soit 6 h correspond à 1 min sur Terre) ce qui permet de s'entraîner durant une année complète alors qu'une seule journée s'écoule en réalité. De plus, la gravité y est 10 fois plus importante que sur Terre, et les conditions y sont très difficiles puisqu'il y fait entre −40 °C et +50 °C. Selon le règlement, on n'a le droit qu'à deux séjours d'entraînement dans cette salle.
La salle en elle-même donne sur une immense étendue égale à celle de la Terre dont le sol et le paysage sont blancs et vierges.
Citations
Dans le manga, Son Goku explique à Son Gohan les particularités de la salle de l'Esprit et du Temps comme suit :
« Une fois que la porte est fermée, on est complètement coupés du monde extérieur. Tu vois ? On ne sent plus la force de Cell, ni Cell de Vegeta. […] C'est un espace qui occupe la même surface que la Terre. Fais bien attention à ne pas aller trop loin. Si tu te perds, c'est la mort assurée. La température varie de 50 °C le jour à moins 40 °C la nuit. Il y a quatre fois moins d'oxygène que sur Terre, la gravité est dix fois plus élevée, et le monde est entièrement blanc… »
— Volume 32 Cell obtient le corps parfait !! – Chapitre 377 Son Gokû et Son Gohan
Son Goku évoque également à Vegeta que « la salle ne peut contenir que deux personnes », sans en donner la raison, mais il est probable que cela soit tout simplement dû aux fournitures et éventuellement aux vivres disponibles dans la salle.
Enfin, la règle des 48 heures terrestres est évoquée lors d'un dialogue incluant Vegeta, Piccolo et Mr Popo.
- Vegeta : « De toute façon, je passerai les huit jours restants dans cette salle. »
- Piccolo : « Je regrette, mais on ne peut passer que deux jours en tout, dans la salle de l'Esprit et du Temps… 48 heures, pas plus. »
- Vegeta : « Quoi ? Et qu'est-ce qui se passe, si on reste plus de 48 heures ? »
- Mr Popo : « La porte disparait et tu ne peut plus jamais sortir. »

Histoire
La salle a été créée en même temps que le palais du Tout-Puissant. Son existence est dévoilée dans Dragon Ball Z lorsque Son Goku affirme que dans un jour, il sera prêt à combattre l'ennemi (en l’occurrence les cyborgs mais surtout Cell). 
Vegeta et Trunks sont les premiers à y entrer. À leur sortie, leur niveau de puissance n'est plus du tout le même, Vegeta mettant Cell (alors sous sa deuxième forme) au tapis facilement. C'est aussi dans cette salle que Son Gohan s’entraîne avec son père Son Goku et atteint la première fois le stade de Super Saiyan. À la suite de Son Goku et de son fils, c'est Piccolo qui l'utilise seul pour s'entraîner juste avant que Vegeta n'y retourne pour une dernière fois.
Enfin cette salle est une nouvelle fois utilisée dans la saga de Boo où, pour accélérer leur entraînement, Trunks et Son Goten y sont envoyés quelques minutes, ce qui leur permet de développer leur technique de combat, pour y affronter Boo.
Passage entre la salle et la réalité
Cet endroit est idéal pour éviter de faire trop de dégâts sur Terre, car se trouvant dans une autre dimension juxtaposée à notre réalité. On ne peut théoriquement passer d'une dimension à l'autre qu'en franchissant la porte d'entrée, ce qui implique que si celle-ci est détruite, il est impossible de retourner sur Terre. Cependant, Boo trouve accidentellement un moyen de quitter cette salle lorsque Piccolo détruit la porte pour l'enfermer éternellement : en dégageant sa puissance phénoménale lors d'un cri déchirant, il parvient à percer le mur séparant les dimensions.
Ce genre de passage dont la création est forcée est très instable et ne dure pas longtemps, le trou entre les deux dimensions se referme en quelques secondes. De plus, il faut une puissance extrêmement élevée pour réussir à ouvrir un passage, puisque Gotenks transformé en Super Saiyan n'est pas assez fort (il est contraint de se transformer en Super Saiyan 3 pour y parvenir). Vegeta en Super Saiyan Bleu a pu détruire cette salle à deux reprises car la transformation divine est beaucoup trop puissante pour que la salle puisse la contenir.

### Satan City
Satan City (サタンシテイ, Satan Shiti) est la ville dans laquelle habite Mr Satan et Videl. Une fois que Cell a été vaincu par Son Gohan et que Mr. Satan s’est auto-proclamé vainqueur, la ville a décidé de changer de nom pour sa victoire et le remercier d’avoir sauvé le monde. Elle a changé son nom de Orange Star City pour Satan City.

## T

### Toilettes des démons
Les toilettes des démons () est l’arène de combat intérieure de Baba la voyante. Elle est composée de deux énormes démons en béton assis sur des toilettes l’un en face de l’autre dont chacun a la langue tirée et qui se rejoignent. Les deux langues représentent l’endroit où doivent se battre les combattants et le sol de la pièce est remplie d’un liquide empoisonné.

## Y

### Île Yahhoy
L’île Yahhoy (ヤッホイ, Yahhoi) est l’endroit où se trouve Son Goku avant son départ pour l’île Papaye où se déroule le 22e Tenkaichi Budokai. Il y fera la rencontre de Konkichi et rencontrera de nouveau Baba la voyante. Cette île se situe à l’autre bout de la planète par rapport à l’île Papaye.

### Mont Yunzabit
Le mont Yunzabit (ユンザビット高地, Yunzabitto kōchi) est la montagne dans laquelle a atterri le Tout-Puissant lors de son arrivée sur Terre. Il y a laissé son vaisseau spatial pendant plus de 100 ans jusqu’à ce que Mr Popo emmène Bulma pour le retrouver.

### Tomes de l’édition simple
1. ↑  Dragon Ball (édition simple) – Volume 32
2. ↑  Dragon Ball (édition simple) – Volume 33

### Tomes de laPerfect Edition
1. ↑  Dragon Ball (Perfect Edition) – Volume 33

### Épisodes deDragon Ball Z
1. ↑  Dragon Ball Z – Épisode 146

#### Ouvrages

##### Édition simple
- Akira Toriyama (trad. du japonais par Kiyoko Chappe), Dragon Ball [« ドラゴンボール »], t. 32 : Transformation ultime, Grenoble, Glénat, coll. « Shônen »,‎ 24 juin 1998, 11,5 × 18 cm, couverture couleur, broché (ISBN 978-2-7234-2350-2 et 2-7234-2350-6, ISSN 1253-1928, présentation en ligne)
- Akira Toriyama (trad. du japonais par Kiyoko Chappe), Dragon Ball [« ドラゴンボール »], t. 33 : Le Défi, Grenoble, Glénat, coll. « Shônen »,‎ 12 juillet 1998, 11,5 × 18 cm, couverture couleur, broché (ISBN 978-2-7234-2351-9 et 2-7234-2351-4, ISSN 1253-1928, présentation en ligne)

##### Perfect Edition
- Akira Toriyama (trad. du japonais par Fédoua Lamodière), Dragon Ball [« ドラゴンボール »], t. 33, Grenoble, Glénat, coll. « Shônen »,‎ 15 octobre 2014, 240 p., 14,5 × 21 cm, couverture couleur, broché (ISBN 978-2-3440-0427-2 et 2-3440-0427-0, ISSN 1253-1928, présentation en ligne)

##### Autre livre
- Akira Toriyama (trad. du japonais par Olivier Huet), Le Dictionnaire de Dragon Ball, Grenoble, Glénat, coll. « Art of », 3 novembre 1999, 312 p., 18,8 × 26,3 cm, couverture couleur, broché (ISBN 978-2-7234-2945-0 et 2-7234-2945-8, OCLC 422071415, BNF 39110010, présentation en ligne)

#### Site web
- Cet article est partiellement ou en totalité issu de l'article intitulé « Salle de l'Esprit et du Temps » (voir la liste des auteurs).